# Pardosa altitudis
Pardosa altitudis là một loài nhện trong họ Lycosidae.
Loài này thuộc chi Pardosa. Pardosa altitudis được Benoy Krishna Tikader & A. Malhotra miêu tả năm 1980.